# 紹塞湖

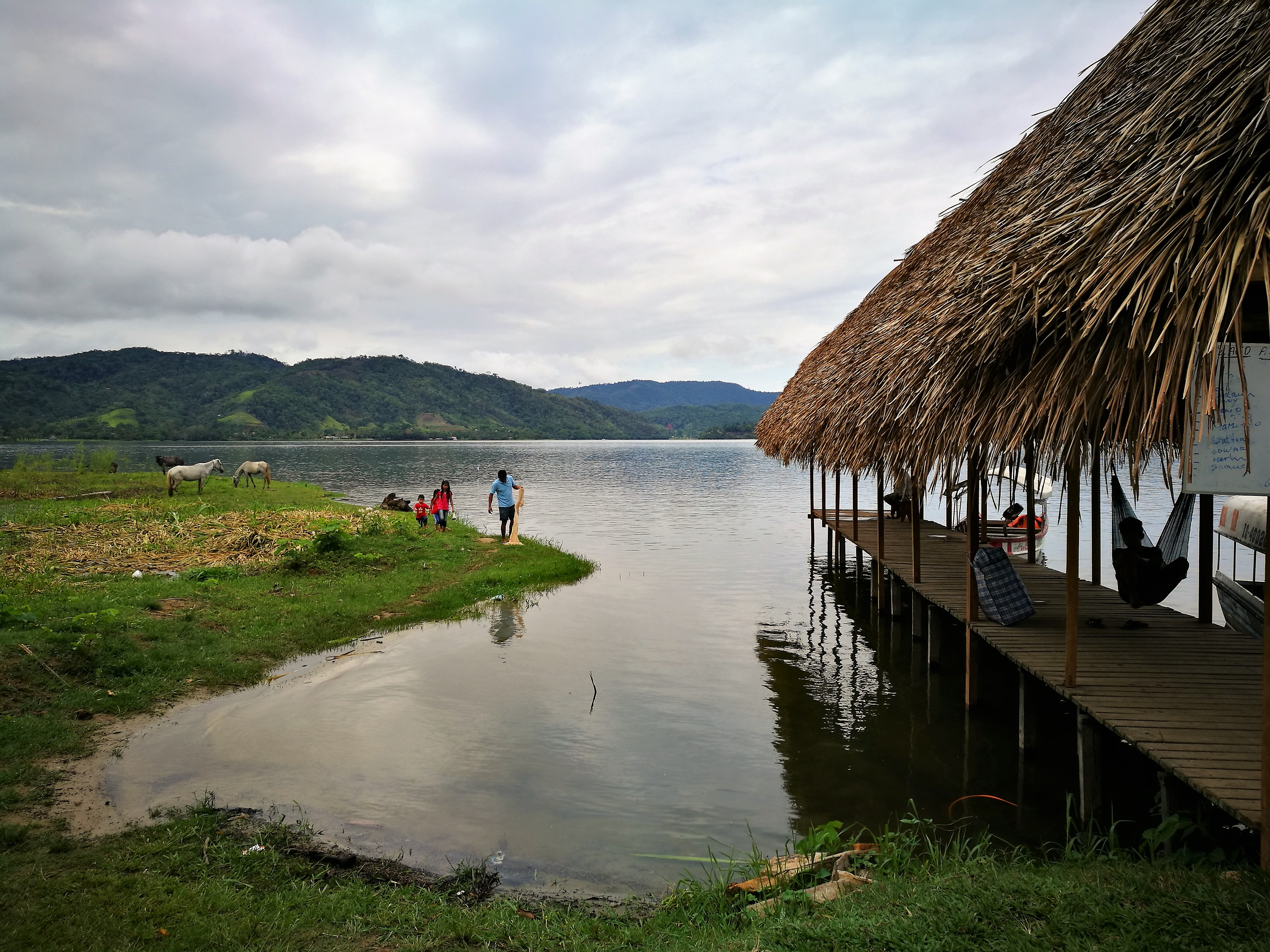

6°42′37″S 76°13′11″W / 6.710237°S 76.219711°W
紹塞湖（西班牙語：Laguna Sauce），是秘魯的湖泊，位於該國中北部聖馬丁大區，距離塔拉波托45公里，面積4.3平方公里，平均水深37.5米，海拔高度700米，是游泳和釣魚的勝地。